# LWS-6 Żubr

Silnik Bristol Pegaz VIII eksponowany w MLP w Krakowie

LWS-6 Żubr (PZL.30 Żubr) – dwusilnikowy średni bombowiec, wyprodukowany w niewielkiej liczbie w Lubelskiej Wytwórni Samolotów przed wybuchem II wojny światowej, wykorzystywany do celów szkoleniowych.

## Historia
Projekt samolotu powstał w wyniku złożonego w 1933 roku, przez Ministerstwo Komunikacji, zamówienia na samolot pasażerski dla PLL LOT. Gdy projekt samolotu był już na ukończeniu i rozpoczęto budowę prototypu, Polskie Linie Lotnicze zakupiły samoloty Douglas DC-2. Zamówienie zostało anulowane, koszty prac pokrył Skarb Państwa, zaś na bazie projektu postanowiono opracować bombowiec mogący zabrać do 1200 kg bomb. W tym samym czasie opracowywano projekt nowoczesnego bombowca PZL.37 Łoś. Samolot PZL.30 miał stanowić zabezpieczenie na wypadek porażki projektu. Z tego powodu, w przeciwieństwie do nowatorskiego „Łosia”, miał on mieć bardziej tradycyjną konstrukcję, opartą na koncepcji francuskiego Poteza-54.
Pierwszy prototyp oznaczony jako PZL.30B, numer 71.1, został oblatany w marcu 1936 roku, trzy miesiące przed pierwszym lotem PZL.37. Prototyp samolotu został następnie poważnie zmodyfikowany, z uwagi na słabe osiągi. Zastosowano mocniejsze silniki (Bristol Pegasus VIII 680 KM zamiast Wasp Junior TB 400 KM). Nie wzmocniono przy tym struktury wytrzymałościowej maszyny. Zamierzano zastąpić podwozie konstrukcji inż. Ciołkosza, wciągane do boków kadłuba za pomocą mechanizmu śrubowego, przez klasyczne, wciągane do gondoli silnikowych, lecz pozostawiono to do realizacji w egzemplarzach seryjnych. Tak zmieniony prototyp otrzymał oznaczenie PZL-30BII.
Samolot został zaakceptowany i postanowiono o produkcji nielicznej serii w fabrykach lubelskiej wytwórni LWS, pod oznaczeniem LWS-6 (spotykane w starszej literaturze oznaczenie LWS-4 nie występuje w dokumentach).
Została nadana mu nazwa Żubr i rozpoczęto przygotowania do produkcji 16 maszyn dla polskiego lotnictwa wojskowego. Zainteresowanie bombowcem wyraziła Rumunia, planując zakup 24 egzemplarzy. 
7 listopada 1936 prototyp PZL-30BII, demonstrowany w Warszawie Rumuńskiej Misji Wojskowej, stracił w powietrzu silnik wraz z elementami płata, grzebiąc w swych szczątkach pilota Jerzego Rzewnickiego, technika Jerzego Bolesława Szrajera (starszy brat Kazimierza) oraz dwóch oficerów armii rumuńskiej: mjr. pil. Michała Pantazi i kpt. inż. Romana Popescu . W Michałowicach koło Warszawy, w miejscu upadku maszyny do dziś stoi obelisk wzniesiony w latach 30. Katastrofa spowodowała rezygnację Rumunii z zamówienia i wstrzymanie produkcji LWS-6.
Nowy prototyp otrzymał wzmocnioną konstrukcję płata oraz dwie wersje usterzenia pionowego – podwójną i pojedynczą. Pierwszy egzemplarz nowej wersji ukończono 7 grudnia 1937 roku. Loty próbne w Instytucie Technicznym Lotnictwa rozpoczęto w styczniu 1938 roku. Modernizacja (głównie wzmocnienie konstrukcji płata poprzez pogrubienie użytej do budowy sklejki) spowodowała wzrost masy własnej samolotu, a co za tym idzie, zmniejszenie udźwigu maszyny. Ograniczyło to drastycznie ładunek zabieranych bomb. Z pełnym obciążeniem, nie mógł on operować z lotnisk polowych. Na miękkiej nawierzchni, nie był w stanie osiągnąć odpowiedniej do startu prędkości. Po zwiększeniu masy, nie był w stanie zabrać niemal żadnego ładunku bomb. Te cechy ostatecznie zdyskwalifikowały go jako samolot bojowy. Mimo to kontynuowano produkcję zamówionej serii. Początkowo samoloty seryjne posiadały pojedyncze usterzenie pionowe wzorowane na PZL-30BII, które później zostało zmienione poprzez zwiększenie powierzchni i zmianę obrysu. Seria produkcyjna liczyła 16 samolotów, o pierwotnie przewidzianych numerach od 71.2 do 71.17 (ostatecznie zastosowano rozproszone numery seryjne, dla zachowania tajemnicy wojskowej). Została ona zbudowana w 1938 roku. 
Planowano także budowę wodnosamolotu LWS-5, jako wariantu „Żubra” dla lotnictwa morskiego. Jednak projekt został zaniechany wobec zbyt dużej masy samolotu w stosunku do jego zbyt małego udźwigu bomb.

## Służba
Dostawy nowych samolotów do jednostek lotniczych rozpoczęły się jesienią 1938. Przestarzałe już w momencie rozpoczęcia produkcji i gorsze pod każdym względem od konkurencyjnego „Łosia”, od razu powędrowały do jednostek szkoleniowych jako maszyny treningowe. Tutaj na jaw wyszły kolejne usterki. Należała do nich zła konstrukcja podwozia (nieodpowiednie silniki elektryczne). Powodowała ona kłopoty z jego chowaniem. Ostatecznie we wszystkich samolotach podwozie zostało na stałe zablokowane w pozycji „wypuszczone”. 
Będąc używane w roli samolotów szkolnych, nie wzięły udziału w walkach kampanii wrześniowej. Kilka maszyn uległo zniszczeniu podczas niemieckich nalotów na polskie bazy lotnicze. Kilka egzemplarzy trafiło jednak w ręce Niemców. Paradoksalnie jednostki szkoleniowe Luftwaffe korzystały z „Żubrów” dłużej niż lotnictwo polskie, bo do 1942 roku, między innymi w szkole pilotażu bez widoczności w Schleissheim. 

## Konstrukcja
Wolnonośny górnopłat o konstrukcji mieszanej metalowo-drewnianej. Podwozie samolotu klasyczne, dwukołowe, chowane. Załogę stanowiły cztery osoby: pilot, dowódca-bombardier, radiotelegrafista i tylny strzelec. Stanowisko bombardiera znajdowało się w przeszklonym „nosie”, uzbrojonym w strzelający do przodu karabin maszynowy.
Stosowano silniki gwiazdowe Bristol Pegasus VIII (normalna moc: 670 KM, maksymalna: 700 KM) lub (tylko pierwszy prototyp) słabszy Pratt Whitney Wasp Junior. Uzbrojenie strzeleckie stanowiło pięć karabinów maszynowych Vickers kaliber 7,9 mm. W wersji seryjnej mógł przenosić do 660 kg bomb.

## Wersje
- PZL.30B/I – średni bombowiec, prototyp z silnikiem Pratt Whitney Wasp Junior.
- PZL.30B/II – średni bombowiec, prototyp z silnikiem Bristol Pegasus VIII.